# Monotrilho de Las Vegas
O Monotrilho de Las Vegas é um sistema de monorail que serve a cidade de Las Vegas, nos Estados Unidos.